# VASCO Data Security International
VASCO Data Security International, Inc., è una compagnia statunitense che si occupa dello sviluppo e distribuzione di sistemi di sicurezza hardware e software per l'accesso a database e siti di home banking.
La rivista statunitense Forbes ha indicato VASCO come una delle società tecnologiche a maggiore crescita nel 2009.
La compagnia è stata fondata nel 1991 ed ha la sua sede legale a Oakbrook Terrace, Illinois, mentre la sede operativa si trova a Zurigo.
È nota per Digipass, un dispositivo tascabile che fornisce un codice monouso per l'accesso ai servizi di banca online di numerosi gruppi.